# Chhukha
Chhukha (o Chukha o Mebisa) è una città del Bhutan, situata nel distretto di Chukha.